# Sotades (Töpfer)

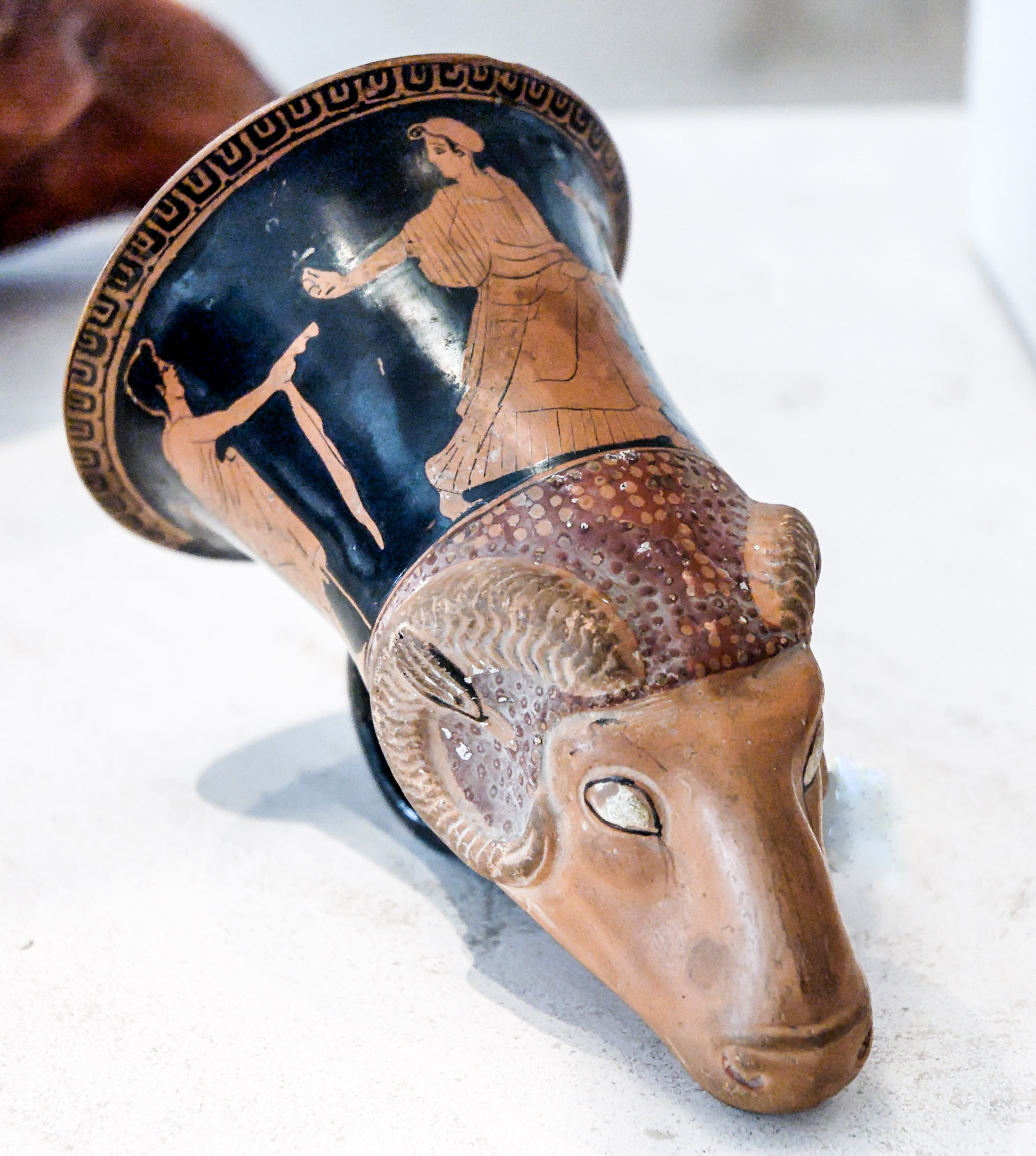
Zwei Epheben verfolgen eine Frau, Rhyton in Widderkopfform, bemalt vom Maler von Bologna 417, um 470–460 v. Chr.

Sotades war ein attischer Töpfer, dessen Wirken um 460/450 v. Chr. belegt ist und der ein reiches Repertoire von Vasenformen schuf, besonders aber für seine plastischen Gefäße berühmt ist.
In seiner Werkstatt wurden die Gefäße meist vom so genannten Sotades-Maler mit zart gehauchtem, lyrischem Stil in rotfiguriger, manchmal auch weißgrundiger Technik bemalt.

## Werke (Auswahl)
- Plastisches Gefäß, Cambridge, Fitzwilliam Museum
- Zwei weißgrundige Schalen in London, British Museum
- Rotfiguriger Kantharos in Krakau, Czartoryski-Museum Inv. 76, ehem. Schloss Goluchow, Sammlung Czartoryski
- Bruchstück eines Rhytons aus Memphis, heute in Boston, Museum of Fine Arts